# 伊斯兰解放党
伊斯兰解放党孟加拉分支（阿拉伯语：‎，羅馬化：Hiyabuta tāharīra bānlādēśa）是一个孟加拉国伊斯兰原教旨主义组织，它是国际泛伊斯兰主义恐怖组织伊扎布特在孟加拉人民共和国的分支，由该国本地的伊斯兰主义者创建。在2009年10月已被孟加拉国政府取缔，在这之前伊斯兰解放党在当地一直十分活跃。同年早些时候，该组织被孟加拉国政府指控向边境一次叛乱中提供了支持，那次叛乱造成了50名军官死亡，随后政府逮捕该组织近40名成员。
2024年8月谢赫·哈西娜政府倒台，孟加拉国臨時政府全面解除针对伊斯兰主义者的禁令，伊斯兰解放党孟加拉分支重新活跃起来并发动大规模游行示威公开要求孟加拉国实行伊斯蘭教法、建立哈里發國。